# Loco de amor
Loco de amor é o sexto álbum de estúdio do cantor e compositor colombiano Juanes. Foi lançado pela Universal Music Group em 11 de março de 2014. O primeiro single do algum, "La luz", foi lançado em 16 de dezembro de 2013.  O single recebeu comentários tanto positivos como negativos por parte do público. O segundo single "Mil Pedazos", foi lançado em 3 de março de 2014. Em 21 de Outubro de 2014, foi lançado "Loco de amor", um curta metragem de 16 minutos, feito por Juanes e dirigido por Kacho López.

## Antecedentes
O disco é constituído por onze canções compostas por Juanes de qual o primeiro single "La luz" chegou a ser número um na Colombia, Argentina e outros países da América latina.